# Eishockey-Eredivisie (Belgien) 2002/03
Die Saison 2002/03 war die 83. Spielzeit der Eredivisie, der höchsten belgischen Eishockeyspielklasse. Meister wurden zum insgesamt dritten Mal in der Vereinsgeschichte die Phantoms Deurne.

## Modus
In der Hauptrunde absolvierten die fünf Mannschaften jeweils 16 Spiele. Die vier bestplatzierten Mannschaften qualifizierten sich für die Playoffs, in denen der Meister ausgespielt wurde. Für einen Sieg nach regulärer Spielzeit erhielt jede Mannschaft drei Punkte, für einen Sieg nach Overtime gab es zwei Punkte, bei einer Niederlage nach Overtime gab es einen Punkt und bei einer Niederlage nach regulärer Spielzeit null Punkte.

## Hauptrunde

### Tabelle
|    | Klub                      | Sp | S  | OTS | OTN | N  | T   | GT  | Punkte |
| -- | ------------------------- | -- | -- | --- | --- | -- | --- | --- | ------ |
| 1. | Olympia Heist op den Berg | 16 | 12 | 0   | 1   | 3  | 106 | 58  | 37     |
| 2. | HYC Herentals             | 16 | 11 | 0   | 0   | 5  | 106 | 65  | 33     |
| 3. | Phantoms Deurne           | 16 | 9  | 1   | 0   | 6  | 96  | 85  | 29     |
| 4. | Chiefs Leuven             | 16 | 5  | 1   | 0   | 10 | 93  | 105 | 17     |
| 5. | White Caps Turnhout       | 16 | 1  | 0   | 1   | 14 | 63  | 151 | 4      |

Sp = Spiele, S = Siege, OTS = Siege nach Overtime, OTN = Niederlagen nach Overtime, N = Niederlagen

## Playoffs

### Halbfinale
- Olympia Heist op den Berg – Chiefs Leuven 9:4/7:2
- Phantoms Deurne – HYC Herentals 8:2/4:5 n. V.

### Spiel um Platz 3
- HYC Herentals – Chiefs Leuven 9:10

### Finale
- Olympia Heist op den Berg – Phantoms Deurne 2:4